# Erzincan (Provinz)
Erzincan (zazaisch und kurdisch Erzingan, Erzıngan; armenisch Երզնկա (Transkription: Erznka)) ist eine Provinz im Osten der Türkei mit der gleichnamigen Hauptstadt Erzincan. Nachbarprovinzen sind im Osten Erzurum, im Westen Sivas, im Süden Tunceli, im Südosten Bingöl, im Südwesten Elazığ und Malatya, im Norden Gümüşhane und Bayburt und im Nordwesten Giresun. Erzincan liegt auf einer Höhe von 1185 m.

## Verwaltungsgliederung
Zur Provinz Erzincan gehören folgende neun Kreise
| - Çayırlı (kurdisch: Mans, zazaisch: Manse) - Erzincan - İliç | - Kemah (kurdisch und zazaisch: Kemax) - Kemaliye (kurdisch: Êgin, zazaisch: Egın) - Otlukbeli (kurdisch: Qerequlax) | - Refahiye (kurdisch: Gercan) - Tercan (kurdisch und zazaisch: Têrcan) - Üzümlü (kurdisch: Cîmîn, zazaisch: Cimıne) |

Statistische Merkmale über die neun Kreise:
| Kreis- code 1       | Landkreis (İlçe)    | Fläche 2 (km²) | Bevölkerung (2020) 3 | Bevölkerung (2020) 3       | Anzahl der Einheiten   | Anzahl der Einheiten  | Anzahl der Einheiten | Bevölke- rungs- dichte (Ew./km²) | städt. Anteil (in %) | Sex Ratio 4 | Grün- dungs- da- tum 5, 6 |
| Kreis- code 1       | Landkreis (İlçe)    | Fläche 2 (km²) | Landkreis (İlçe)     | Verwal- tungssitz (Merkez) | Gemein- den (Belediye) | Stadt- viertel (Mah.) | Dörfer (Köy)         | Bevölke- rungs- dichte (Ew./km²) | städt. Anteil (in %) | Sex Ratio 4 | Grün- dungs- da- tum 5, 6 |
| ------------------- | ------------------- | -------------- | -------------------- | -------------------------- | ---------------------- | --------------------- | -------------------- | -------------------------------- | -------------------- | ----------- | ------------------------- |
| 1243                | Çayırlı             | 1.062          | 8.470                | 4.728                      | 1                      | 3                     | 47                   | 7,98                             | 55,82                | 937         | 1954                      |
| 1318                | Erzincan Merkez     | 1.521          | 160.786              | 145.859                    | 3                      | 85                    | 59                   | 105,71                           | 92,71                | 975         |                           |
| 1406                | İliç                | 1.382          | 8.878                | 4.454                      | 1                      | 4                     | 58                   | 6,42                             | 50,17                | 906         |                           |
| 1459                | Kemah               | 2.311          | 7.305                | 2.736                      | 1                      | 10                    | 73                   | 3,16                             | 37,45                | 1080        |                           |
| 1460                | Kemaliye            | 1.207          | 4.844                | 2.082                      | 1                      | 11                    | 61                   | 4,01                             | 42,98                | 862         |                           |
| 1977                | Otlukbeli           | 320            | 2.456                | 2.022                      | 1                      | 3                     | 10                   | 7,68                             | 82,33                | 942         | 1990                      |
| 1583                | Refahiye            | 1.808          | 11.469               | 4.540                      | 1                      | 4                     | 121                  | 6,34                             | 39,58                | 917         |                           |
| 1675                | Tercan              | 1.614          | 16.636               | 5.313                      | 4                      | 17                    | 70                   | 10,31                            | 68,65                | 917         |                           |
| 1853                | Üzümlü              | 591            | 13.587               | 8.238                      | 2                      | 21                    | 23                   | 22,99                            | 73,50                | 988         | 1987                      |
| PROVINZ 24 Erzincan | PROVINZ 24 Erzincan | 11.815         | 234.431              |                            | 15                     | 158                   | 522                  | 19,84                            | 81,49                | 965         |                           |

## Bevölkerung
In der Provinz Erzincan leben Türken, Kurden und Zaza.

### Ergebnisse der Bevölkerungsfortschreibung
Nachfolgende Tabelle zeigt die jährliche Bevölkerungsentwicklung am Jahresende nach der Fortschreibung durch das 2007 eingeführte adressierbare Einwohnerregister (ADNKS). Zusätzlich sind die Bevölkerungswachstumsrate und das Geschlechterverhältnis (sex ratio, also Anzahl der Frauen pro 1000 Männer) aufgeführt. Der Zensus von 2011 ermittelte 214.863 Einwohner, das sind über 102.000 Einwohner weniger als zum Zensus 2000.

| Jahr | Bevölkerung am Jahresende | Bevölkerung am Jahresende | Bevölkerung am Jahresende | Wachstums- rate der Be- völkerung (in %) | Geschlechter verhältnis (Frauen auf 1000 Männer) | Rang (unter den 81 Provinzen) |
| Jahr | gesamt                    | männlich                  | weiblich                  | Wachstums- rate der Be- völkerung (in %) | Geschlechter verhältnis (Frauen auf 1000 Männer) | Rang (unter den 81 Provinzen) |
| ---- | ------------------------- | ------------------------- | ------------------------- | ---------------------------------------- | ------------------------------------------------ | ----------------------------- |
| 2020 | 234.431                   | 119.325                   | 115.106                   | −0,13                                    | 960                                              | 70                            |
| 2019 | 234.747                   | 119.906                   | 114.841                   | −0,55                                    | 958                                              | 70                            |
| 2018 | 236.034                   | 120.348                   | 115.686                   | 1,95                                     | 961                                              | 70                            |
| 2017 | 231.511                   | 118.591                   | 112.920                   | 2,42                                     | 952                                              | 70                            |
| 2016 | 226.032                   | 114.075                   | 111.957                   | 1,40                                     | 981                                              | 70                            |
| 2015 | 222.918                   | 113.158                   | 109.760                   | −0,32                                    | 970                                              | 70                            |
| 2014 | 223.633                   | 112.845                   | 110.788                   | 1,65                                     | 982                                              | 69                            |
| 2013 | 219.996                   | 111.568                   | 108.428                   | 0,97                                     | 972                                              | 70                            |
| 2012 | 217.886                   | 110.569                   | 107.317                   | 1,21                                     | 971                                              | 69                            |
| 2011 | 215.277                   | 109.583                   | 105.694                   | −4,30                                    | 965                                              | 69                            |
| 2010 | 224.949                   | 118.876                   | 106.073                   | 5,47                                     | 892                                              | 69                            |
| 2009 | 213.288                   | 108.920                   | 104.368                   | 1,25                                     | 958                                              | 69                            |
| 2008 | 210.645                   | 107.415                   | 103.230                   | −1,35                                    | 961                                              | 69                            |
| 2007 | 213.538                   | 110.282                   | 103.256                   | −                                        | 936                                              | 69                            |
| 2000 | 316.841                   | 172.206                   | 144.635                   |                                          | 840                                              | 59                            |

### Volkszählungsergebnisse
Nachfolgende Tabellen geben den bei den 14 Volkszählungen dokumentierten Einwohnerstand der Provinz Erzincan wieder. Die Werte der linken Tabelle sind E-Books (der Originaldokumente) entnommen, die Werte der rechten Tabelle entstammen der Datenabfrage des Türkischen Statistikinstituts – abrufbar über diese Webseite:
| Jahr | Bevölkerung | Bevölkerung | Rang |
| Jahr | Provinz     | Türkei      | Rang |
| ---- | ----------- | ----------- | ---- |
| 1927 | 132.325     | 13.648.270  | 45   |
| 1935 | 157.344     | 16.158.018  | 49   |
| 1940 | 158.498     | 17.820.950  | 50   |
| 1945 | 171.868     | 18.790.174  | 50   |
| 1950 | 197.770     | 20.947.188  | 47   |
| 1955 | 215.504     | 24.064.763  | 49   |
| 1960 | 243.005     | 27.754.820  | 49   |

| Jahr | Bevölkerung | Bevölkerung | Rang |
| Jahr | Provinz     | Türkei      | Rang |
| ---- | ----------- | ----------- | ---- |
| 1965 | 258.586     | 31.391.421  | 53   |
| 1970 | 276.122     | 35.605.176  | 53   |
| 1975 | 283.683     | 40.347.719  | 53   |
| 1980 | 282.022     | 44.736.957  | 54   |
| 1985 | 299.985     | 50.664.458  | 54   |
| 1990 | 299.251     | 56.473.035  | 57   |
| 2000 | 316.841     | 67.803.927  | 59   |

Anzahl der Provinzen bezogen auf die Censusjahre:
- 1927, 1940 bis 1950: 63 Provinzen
- 1935: 57 Provinzen
- 1955: 67 Provinzen
- 1960 bis 1985: 73 Provinzen
- 1990: 73 Provinzen
- 2000: 81 Provinzen

## Religion
In Erzincan leben sowohl Sunniten als auch Aleviten. Ursprünglich sind ungefähr die Hälfte der Bevölkerung Erzincans Aleviten. Da die Mehrheit der Dörfer alevitisch ist, waren Aleviten weit stärker von der Auswanderung betroffen als Sunniten.
Hidir Abdal Sultan ist ein Heiliger bei den Aleviten. Sein Grabmal liegt im Dorf Ocak (Kemaliye). Er war Sohn von Karaca Ahmet Sultan. Hidir Abdal Sultan gründete einen alevitischen Orden und hat ebenso wie sein Vater das Alevitentum in Anatolien verbreitet. Anlässlich seiner Ehrung findet jedes Jahr im August eine Feierlichkeit in seinem Dorf statt.
Hasan Efendis Grabmal im Dorf Başköy (Çayirli) ist ebenso ein berühmter und wichtiger Heiliger bei den Aleviten.

## Erdbeben
Erzincan liegt in einem hochgradig gefährdeten Erdbebengebiet. Beim Erdbeben von Erzincan 1939 wurde die Stadt Erzincan komplett zerstört. Das letzte große Beben gab es 1992 mit einer Stärke von 6,8 und etwa 650 Todesopfern.

## Sehenswürdigkeiten
Zu den bekanntesten Sehenswürdigkeiten gehört der Çağlayan-Wasserfall, der sich in der Gemeinde Çağlayan befindet und ungefähr 35 km von der Stadt entfernt liegt. Unten beim Wasserfall gibt es einige Restaurants und Picknickplätze, die vor allem in den Sommermonaten gut besucht sind. Oben am Berg liegt das Kırklar Türbesi, ein von Aleviten besuchtes Grabmal.

## Geschichte
Erzincan gehörte zum Reich der Hurriter, bis die Hethiter dieses Gebiet eroberten. Nach dem Niedergang der Hethiter um 1200 v. Chr. herrschten die Urartäer ab 900 v. Chr. Erzincan lag an der nördlichen Grenze ihres Reiches. Nach der Niederlage der Urartäer gegen die Assyrer und dem Einfall der Skythen und Kimmerer gelangte dieses Gebiet unter die Herrschaft der Meder. 550 v. Chr. wurden auch hier die Meder von den Persern abgelöst. Danach war das Gebiet Teil Armeniens. Nach Alexander dem Großen herrschten ab 70 v. Chr. die Römer nach ihrem Sieg über dem armenischen König Tigranes II. über Erzincan. Erzincan wurde zum Schauplatz der Kämpfe der Byzantiner gegen die Parther bzw. Sassaniden. 629 eroberten die Byzantiner unter Herakleios Erzincan von den Sassaniden zurück. Unter dem Kalifen ʿUthmān ibn ʿAffān eroberte Habib bin Mesleme im Jahr 655 Erzincan. Nach Rückeroberung durch die Byzantiner eroberte der Vali von Malatya im Jahr 859. Erzincan für die Araber zurück. Mengücek Ahmet Gazi eroberte für den Turkmenenherrscher Alp Arslan um 1110 unter anderem Erzincan und gründete hier eine Familiendynastie, die aber nicht lange bestand.
1228 fiel Erzincan an den Seldschuken Kai Kobad I. Wenig später plünderten die Mongolen das Gebiet. Bis 1335 blieb Erzincan unter der Herrschaft der Ilchane. Nach den Aq Qoyunlu und der ersten Herrschaft der Osmanen fiel Erzincan 1402 an Timur. Nach Timur herrschten die Aq Qoyunlu bis 1473, die dann von den Osmanen besiegt wurden.
Am 11. August 1473 fand in Erzincan die Schlacht von Otlukbeli statt. Sultan Mehmed II. mit 100.000 osmanischen Soldaten aus Westanatolien traf auf Uzun Hasan und seine 70.000 Aq-Qoyunlu-Soldaten aus Ostanatolien. Die Schlacht endete mit einer Niederlage für Uzun Hasan.
Im Jahre 1502 hat Schah Ismail aus dem Iran Erzincan erobert und zu seinem Stützpunkt gemacht. Aber nach 1514 gelangte Erzincan endgültig unter die Herrschaft der Osmanen.
In den Sommermonaten des Jahres 1915 rückte der russische General, der zugleich Führer der russischen Kaukasischen Armee und Sieger der Schlacht von Sarıkamış war, General Judenitsch nach Zentralanatolien vor und erreichte Erzincan.
Das nächste große Ereignis war die Vertreibung der armenischen Bevölkerung im Jahre 1915. 1923 wurde Erzincan Teil der Türkei.